# Urmo Aava
Urmo Aava (Tallinn, 2 februari 1979) is een Estisch voormalig rallyrijder.

## Carrière

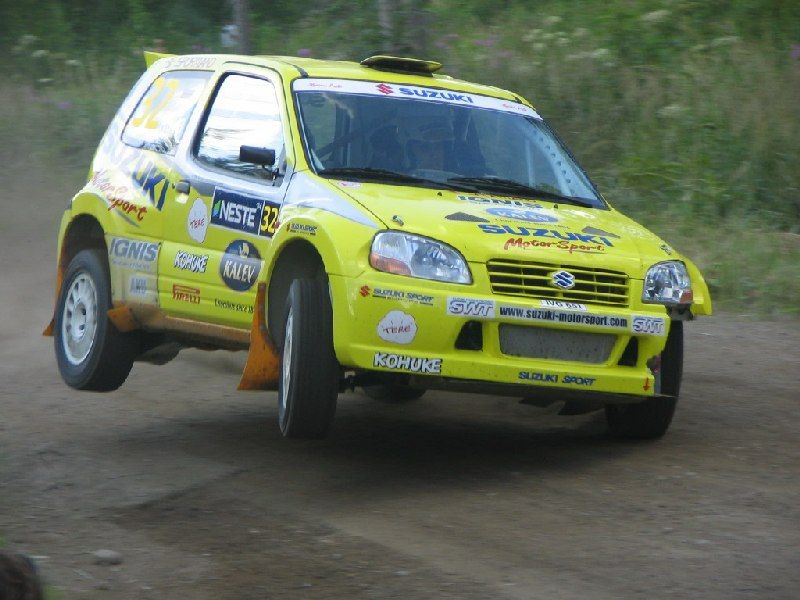
Aava actief als JWRC-rijder tijdens de Rally van Finland in 2004

Urmo Aava maakte in 1998 zijn debuut in de rallysport. Zijn eerste opwachting in het Wereldkampioenschap Rally maakte hij tijdens de Rally van Finland in 2002. Vervolgens was hij tussen 2003 en 2007 actief in het Junior World Rally Championship met Suzuki. Hij behaalde in totaal twee klasse-overwinningen en eindigde in de seizoenen 2006 en 2007 als runner-up in het kampioenschap. In het laatstgenoemde jaar reed hij ook in drie WK-rally's (Griekenland, Finland en Nieuw-Zeeland) met een Mitsubishi Lancer WRC, en eindigde in twee daarvan binnen de punten.

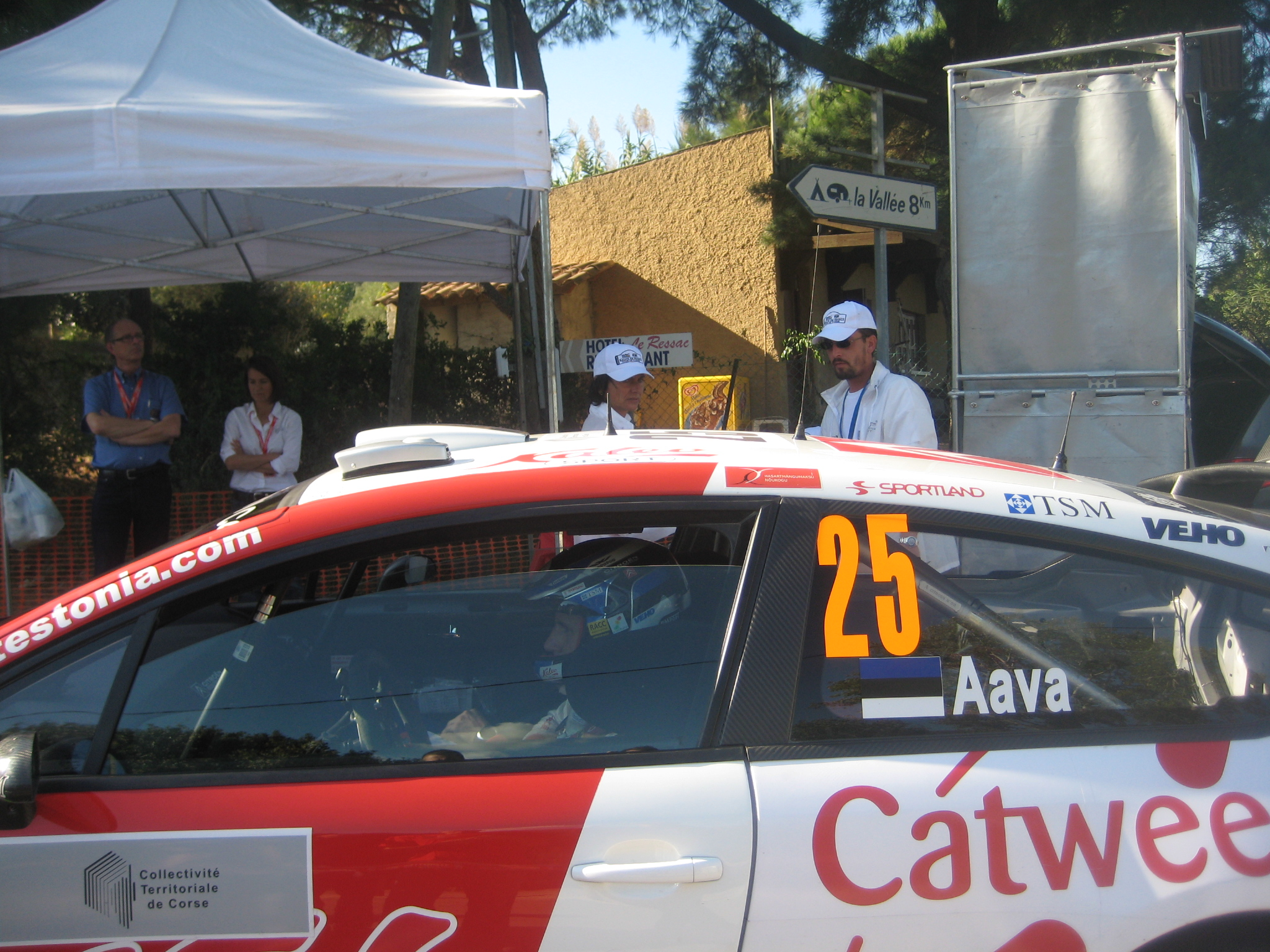
Aava in zijn Citroën C4 WRC tijdens de Rally van Corsica in 2008

In het seizoen 2008 reed Aava een geselecteerd programma met een semi-fabrieksgesteunde Citroën C4 WRC, onder de vlag van het 'World Rally Team Estonia'. Hij behaalde tijdens meerdere WK-rally's punten, met als beste resultaat een vierde plaats in Griekenland (waar hij tevens voor het eerst een klassementsproef won) en later een vijfde plaats in Nieuw-Zeeland. In het kampioenschap eindigde hij uiteindelijk met dertien punten als elfde. In 2009 werd Aava onderdeel van het Stobart Ford team, actief met de Ford Focus RS WRC. Hij leidde kortstondig de openingsronde in Ierland en greep vervolgens naar een achtste plaats in Noorwegen. Daarna verloor hij echter sponsorgeld, en vanwege financiële gebreken keerde hij niet meer terug bij het team. Aava maakte later dat jaar nog een laatste optreden in het WK, in Finland, met een Honda Civic Type-R (waarmee hij binnen de top dertig aan de finish kwam).
Sindsdien is Aava gestopt als actief rallyrijder en begon hij zich vervolgens te richten op het managen van een team en het begeleiden van jonge rijders. Ott Tänak (waar zijn voormalige navigator Kuldar Sikk nu naast zit) is een van zijn protegees.

## Complete resultaten in het Wereldkampioenschap Rally

### Overzicht van deelnames
| Seizoen | Inschrijving                       | Auto                     | 1      | 2      | 3      | 4   | 5      | 6      | 7      | 8      | 9      | 10     | 11     | 12     | 13     | 14     | 15     | 16     | Pos. | Punten |
| ------- | ---------------------------------- | ------------------------ | ------ | ------ | ------ | --- | ------ | ------ | ------ | ------ | ------ | ------ | ------ | ------ | ------ | ------ | ------ | ------ | ---- | ------ |
| 2002    | Urmo Aava                          | Ford Focus RS WRC 01     | MON    | ZWE    | FRA    | SPA | CYP    | ARG    | GRI    | KEN    | FIN NF | DUI    | ITA    | NZL    | AUS    | GBR    |        |        | -    | 0      |
| 2003    | Urmo Aava                          | Suzuki Ignis S1600       | MON 20 | ZWE    | TUR NF | NZL | ARG    | GRI 19 | CYP    | DUI    | FIN 25 | AUS    | ITA NF | FRA    | SPA 24 | GBR NF |        |        | -    | 0      |
| 2004    | Urmo Aava                          | Suzuki Ignis S1600       | MON 12 | ZWE    | MEX    | NZL | CYP    | GRI NF | TUR 16 | ARG    | FIN 23 | DUI    | JPN    | GBR NF | ITA NF | FRA    | SPA NF | AUS    | -    | 0      |
| 2005    | Urmo Aava                          | Suzuki Ignis S1600       | MON NF | ZWE    | MEX    | NZL | ITA 19 | CYP    | TUR    | GRI 19 | ARG    | FIN 16 | DUI NF | GBR    | JPN    | FRA 19 | SPA 21 | AUS    | -    | 0      |
| 2006    | Urmo Aava                          | Suzuki Swift S1600       | MON    | ZWE 22 | MEX    | SPA | FRA 17 | ARG    | ITA 18 | GRI    | DUI    | FIN NF | JPN    | CYP    | TUR 16 | AUS    | NZL    | GBR 42 | -    | 0      |
| 2007    | Urmo Aava                          | Suzuki Swift S1600       | MON    | ZWE    | NOO 28 | MEX | POR 15 | ARG    | ITA 13 |        |        | DUI 12 |        | SPA 18 | FRA NF | JPN 15 | IER    | GBR    | 19   | 3      |
| 2007    | Urmo Aava                          | Mitsubishi Lancer WRC 05 |        |        |        |     |        |        |        | GRI 14 | FIN 7  |        | NZL 8  |        |        |        |        |        | 19   | 3      |
| 2008    | World Rally Team Estonia           | Citroën C4 WRC           | MON    | ZWE 18 | MEX    | ARG | JOR NF | ITA 8  | GRI 4  | TUR NF | FIN 15 | DUI 8  | NZL 5  | SPA NF | FRA 7  | JPN    | GBR    |        | 11   | 13     |
| 2009    | Stobart VK M-Sport Ford Rally Team | Ford Focus RS WRC 08     | IER 10 | NOO 8  | CYP    | POR | ARG    | ITA    | GRI    | POL    |        |        |        |        |        |        |        |        | 19   | 1      |
| 2009    | Urmo Aava                          | Honda Civic Type-R R3    |        |        |        |     |        |        |        |        | FIN 29 | AUS    | SPA    | GBR    |        |        |        |        | 19   | 1      |